# Стационарная теория возмущений в квантовой механике
Стационарная теория возмущений в квантовой механике — теория возмущений, где гамильтониан не зависит от времени. Теория построена Шрёдингером в 1926 году.
Теория применима для достаточно слабых возмущений: {\displaystyle H=H_{0}+\lambda H_{1}}, при этом параметр {\displaystyle \lambda } должен быть настолько маленьким, чтобы возмущение не слишком искажало невозмущённый спектр {\displaystyle H^{0}}.

## Невырожденный спектр
В теории возмущений решение представляется в виде разложений
{\displaystyle |n\rangle =|n^{0}\rangle +\lambda |n^{1}\rangle +\lambda ^{2}|n^{2}\rangle +\cdots ,}
{\displaystyle E_{n}=E_{n}^{0}+\lambda E_{n}^{1}+\lambda ^{2}E_{n}^{2}+\cdots .}
Конечно, должно быть верно уравнение Шрёдингера:
{\displaystyle H|n\rangle =E_{n}|n\rangle .}
Подставляя разложение в это уравнение, получим
{\displaystyle (H_{0}+\lambda H_{1})(|n^{0}\rangle +\lambda |n^{1}\rangle +\lambda ^{2}|n^{2}\rangle +\cdots )=}
{\displaystyle (E_{n}^{0}+\lambda E_{n}^{1}+\lambda ^{2}E_{n}^{2}+\cdots )(|n^{0}\rangle +\lambda |n^{1}\rangle +\lambda ^{2}|n^{2}\rangle +\cdots ).}
Раскроем скобки и получим слева и справа следующие ряды:
{\displaystyle \lambda ^{0}H_{0}|n^{0}\rangle +\lambda ^{1}H_{1}|n^{0}\rangle +\lambda ^{1}H_{0}|n^{1}\rangle +\lambda ^{2}H_{1}|n^{1}\rangle +\cdots +\lambda ^{i+j}H_{i}|n^{j}\rangle =}
{\displaystyle \lambda ^{0}E_{n}^{0}|n^{0}\rangle +\lambda ^{1}E_{n}^{1}|n^{0}\rangle +\cdots +\lambda ^{i+j}E_{n}^{i}|n^{j}\rangle ,}
то есть
{\displaystyle \sum _{\begin{matrix}i=0\\j\end{matrix}}^{i=1}\lambda ^{i+j}H_{i}|n^{j}\rangle =\sum _{i,j}\lambda ^{i+j}E_{n}^{i}|n^{j}\rangle .}
Собирая слагаемые одинакового порядка по {\displaystyle \lambda }, получим последовательности уравнений:
{\displaystyle H_{0}|n^{0}\rangle =E_{n}^{0}|n^{0}\rangle ,}
{\displaystyle H_{0}|n^{1}\rangle +H_{1}|n^{0}\rangle =E_{n}^{0}|n^{1}\rangle +E_{n}^{1}|n^{0}\rangle ,}
{\displaystyle H_{0}|n^{2}\rangle +H_{1}|n^{1}\rangle =E_{n}^{0}|n^{2}\rangle +E_{n}^{1}|n^{1}\rangle +E_{n}^{2}|n^{0}\rangle .}
и т. д. Эти уравнения должны решаться последовательно для получения {\displaystyle E_{n}^{k}} и {\displaystyle n^{k}}. Слагаемое с индексом {\displaystyle k=0} — это решение для невозмущённого уравнения Шрёдингера, поэтому говорят также о «приближении нулевого порядка». Аналогично говорят о «приближении {\displaystyle k}-го порядка», если рассчитывают решение до слагаемых {\displaystyle E_{n}^{k}} и {\displaystyle n^{k}}.
Из второго уравнения получаем, что можно определять однозначно решения для {\displaystyle n^{1}} только с дополнительными условиями, так как каждая линейная комбинация {\displaystyle n^{1}} и {\displaystyle n^{0}} является решением. Возникает вопрос о нормализации. Мы можем предположить, что {\displaystyle \langle n^{0}|n^{0}\rangle =1}, но в то же время из нормировки точного решения следует {\displaystyle \langle n|n\rangle =1}. Тогда в первом порядке (по параметру λ) для условия нормировки нужно положить {\displaystyle \langle n^{0}|n^{1}\rangle +\langle n^{1}|n^{0}\rangle =0}. Поскольку выбор фазы в квантовой механике произволен, можно без потери общности сказать, что число {\displaystyle \langle n^{0}|n\rangle } действительно. Поэтому {\displaystyle \langle n^{0}|n^{1}\rangle =-\langle n^{0}|n^{1}\rangle }, и, как следствие, налагаемое дополнительное условие примет вид:
{\displaystyle \langle n^{0}|n^{1}\rangle =0.}
Так как невозмущённое состояние {\displaystyle n^{0}} должно быть нормируемо, сразу следует
{\displaystyle \lambda \langle n^{0}|n^{1}\rangle +\lambda ^{2}\langle n^{0}|n^{2}\rangle +\lambda ^{3}\langle n^{0}|n^{3}\rangle +\cdots =0}
и из этого
{\displaystyle \langle n^{0}|n^{k}\rangle =\delta _{0k}.}
Получаем поправку в первом порядке
{\displaystyle E_{n}^{1}=\langle n^{0}|H_{1}|n^{0}\rangle ,}
{\displaystyle |n^{1}\rangle =\sum _{m\neq n}{\frac {\langle m^{0}|H_{1}|n^{0}\rangle }{E_{n}^{0}-E_{m}^{0}}}|m^{0}\rangle ,}
и для поправки энергии во втором порядке
{\displaystyle E_{n}^{2}=\sum _{m\neq n}{\frac {|\langle m^{0}|H_{1}|n^{0}\rangle |^{2}}{E_{n}^{0}-E_{m}^{0}}}.}